# Dragon Ball
Dragon Ball (ドラゴンボール, Doragon Bōru) is een Japanse mangaserie geschreven en geïllustreerd door Akira Toriyama.
Het verhaal is geïnspireerd door de Chinese literaire volksroman De reis naar het westen. De serie werd door uitgeverij Shueisha oorspronkelijk gepubliceerd in het blad Weekly Shōnen Jump van 1984 tot aan 1995 en is daarna uitgebracht in 42 delen (tankōbon). 
Sinds de introductie van Dragon Ball is het een van de populairste en succesvolste mangaseries. In Japan zijn 150 miljoen albums verkocht en wereldwijd meer dan 230 miljoen albums. Recensenten loven de serie vooral om de kunst, karakterisering en de humor.
In 2001-2008 kwam uitgeverij Glénat met een Nederlandstalige versie op de markt. Glénat heeft de albums gehalveerd, waardoor de serie 85 delen telt. In 2009 kwam Glénat met een verbeterde heruitgave, genaamd Dragon Ball Ultimate Edition, maar deze werd na dertien delen stopgezet.
Er zijn verschillende tekenfilmseries gemaakt gebaseerd op het originele werk. De eerste 16 albums zijn te zien in de televisieserie Dragon Ball (1986-1988), de laatste 26 delen zijn in Dragon Ball Z (1989-1996) te zien. Dragon Ball Kai (2009-2015) is een HD-geremasterde versie van Dragon Ball Z, maar houdt zich volledig aan het plot uit de manga, zonder eigen zijsprongen. Ook verschenen er meerdere animatiefilms en de vervolgseries Dragon Ball GT (1996-1997) en Dragon Ball Super (2015-2018). 

## Verhaal

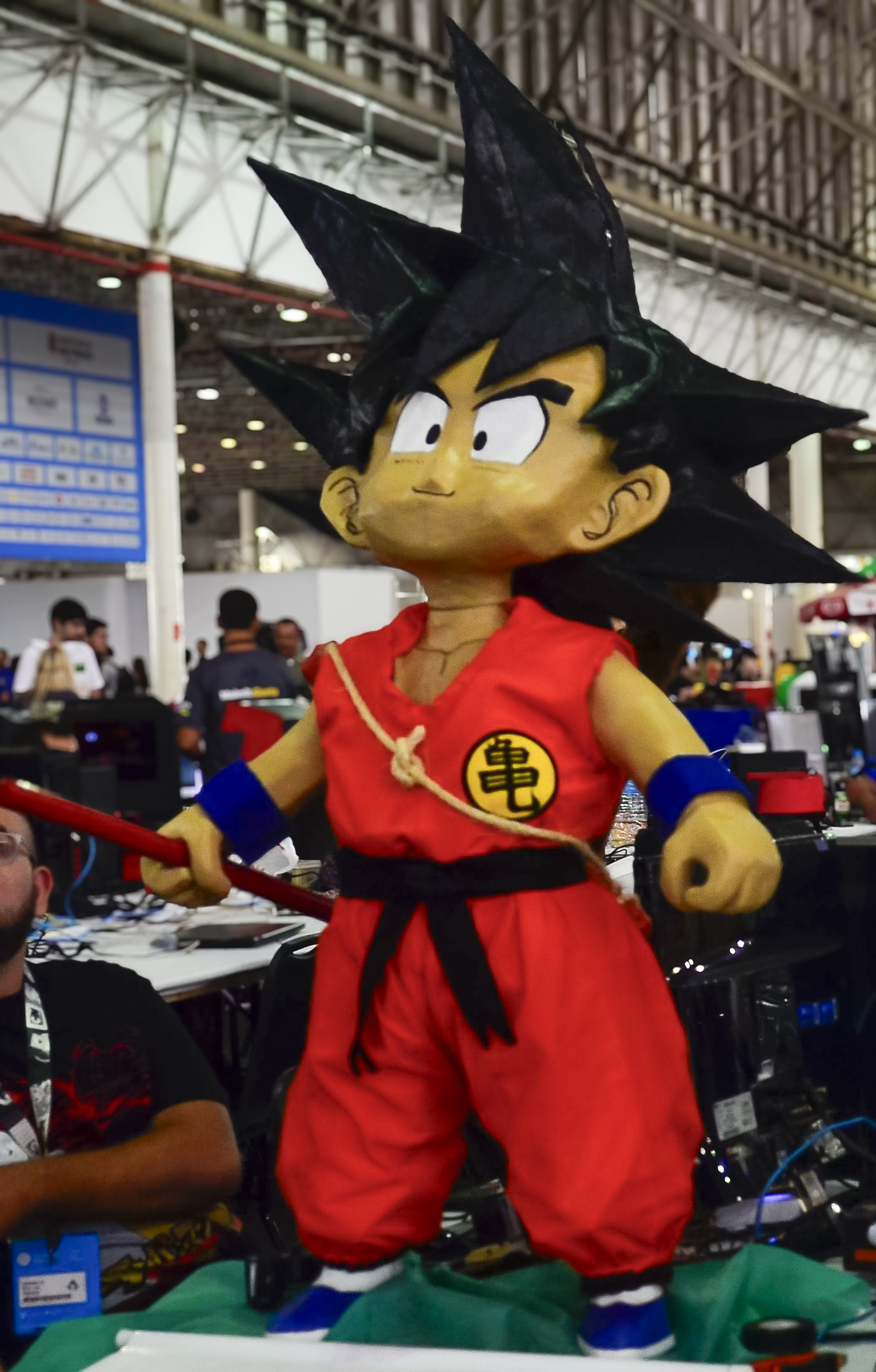
Son Goku, de protagonist uit Dragon Ball

Het verhaal van Dragon Ball volgt het leven van Son Goku vanaf zijn avonturen als kind tot en met de tijd dat hij op middelbare leeftijd is. Goku is een erg sterke jongen met een apenstaart. Hij gaat samen met een tienermeisje genaamd Bulma op reis om de Dragon Balls te vinden. Goku gaat later in de leer bij Kame Sennin om aan het Tenkaichi Budokai-toernooi deel te nemen. Tijdens zijn training met Roshi ontmoet hij een kale monnik genaamd Krilin, die zijn rivaal en trainingspartner wordt. Veel van Goku's vijanden en rivalen raken later met hem bevriend, zoals de woestijn bandiet Yamcha en huurmoordenaar Ten Shin Han. Gedurende zijn leven maakt hij vele gevechten mee. Hij neemt het onder andere op tegen Pilaf en het Red Ribbon Leger. Hij redt de wereld van de demon Piccolo en groeit uiteindelijk uit tot de sterkste martial artist op aarde. Hij staat hierin niet alleen, de manga bevat een grote verzameling aan martial art-helden en schurken die de conflicten veroorzaken waar het verhaal op drijft.
Als een jonge volwassene ontmoet Goku zijn oudere broer Raditz, die hem vertelt dat hij van het buitenaardse ras Saiyan is. De Saiyans hebben Goku naar de Aarde gestuurd om het te veroveren, maar hij verloor zijn geheugen na een zware val op het hoofd en voelt zich vanaf dan ook een mens. Om de aarde te beschermen tegen de Saiyans, werkt Goku samen met zijn voormalige vijand Piccolo, en weigert Raditz te helpen zijn missie voort te zetten. Hierdoor krijgt hij andere vijanden, zoals Vegeta, de prins van de Saiyans. Vegeta wordt later zijn rivaal, en zijn bondgenoot. Hij komt ook tegenover Frieza te staan, de galactische tiran die verantwoordelijk is voor de vernietiging van de Saiyans. Door Freeza's wrede daden transformeert Goku in een Super Saiyan. Goku verslaat Frieza, en heeft het universum gered. Enige tijd later verschijnt er een groep van cyborgs die geschapen zijn door Gero, een lid van het voormalige Red Ribbon Leger, om wraak te nemen op Goku. Twee cyborgs worden geabsorbeerd door een kwaadaardige levensvorm genaamd Cell. Cell is van plan de aarde vernietigen, maar hij wordt uiteindelijk verslagen door Goku's zoon, Son Gohan. Zeven jaar later wordt Goku in een nieuwe strijd gedreven om het heelal te beschermen tegen een magisch monster genaamd Majin Buu. Hij wordt uiteindelijk vernietigd door Goku. Hierna wordt Goku de leermeester van Uub, de menselijke reïncarnatie van de kwade Buu. Hij zal Goku's opvolger worden.
De Dragon Balls, waar de serie naar vernoemd is, zijn één onderdeel van het Dragon Ball-universum, maar zijn niet de focus van alle verhaallijnen. De Dragon Balls zijn zeven magische bollen die over de hele wereld verspreid zijn. Wanneer ze allen verzameld zijn, kunnen ze gebruikt worden om de draak Shenron op te roepen die dan een wens vervult (binnen bepaalde grenzen). Als de wens is vervuld, worden de bollen weer over de hele wereld verspreid en worden ze onbruikbaar voor een jaar.
De wereld van Dragon Ball is gigantisch groot en uitgebreid. In de loop van het verhaal wordt Goku steeds sterker en sterker, krijgt hij steeds meer vrienden en trouwt hij uiteindelijk. Hij krijgt twee zonen, waaronder Son Gohan.

## Liveactionfilm
In april 2009 kwam een Amerikaanse liveaction-speelfilm van Dragon Ball getiteld Dragonball Evolution uit. Goku wordt vertolkt door Justin Chatwin en James Marsters speelt de slechte Lord Piccolo. De film werd slecht ontvangen door zowel publiek als critici.